# Mamoea grandiosa
Mamoea grandiosa là một loài nhện trong họ Amphinectidae. Loài này phân bố ở New Zealand.